# Бунин, Наркиз Николаевич
Наркиз Николаевич Бунин (1 [13] февраля1856, с. Касторное, Землянский уезд, Воронежская губерния — 13 [26] марта 1912, Санкт-Петербург) — русский художник-баталист.

## Биография
Родился в селе Касторное Землянского уезда Воронежской губернии в дворянской семье. В 1872 году окончил Михайловскую Воронежскую военную гимназию и поступил в Санкт-Петербургский горный институт. В 1877 году вольноопределяющимся вступил в службу в Петровский 88-й пехотный полк, а в 1878 году — в Егерский лейб-гвардии полк. В 1880 году, сдав экзамены при Константиновском училище, был произведен в прапорщики. Дослужившись до поручика, исполнял должности батальонного и полкового адъютанта, полкового жалонёра; с 1893 года в звании штабс-капитана командовал ротой. В 1898 году был произведён в капитаны. В 1900 году Н. Н. Бунин по болезни был вынужден выйти в отставку, при этом ему был пожалован чин полковника и мундир.
Умер в 1912 году. Похоронен на Литераторских мостках.

## Художественная деятельность
Наркиз Бунин с детства помимо военной науки получал также художественное образование. В 1881 году он с дозволения командира полка — Великого князя Владимира Александровича — поступил в Императорскую Академию художеств вольнослушателем в класс батальной живописи, который окончил в 1887 году. Армейская служба способствовала становлению Бунина как живописца-баталиста. За время учёбы он дважды — в 1884 и 1885 годах — был отмечен малыми серебряными медалями, а в 1887 году — большой серебряной медалью ИАХ. Вскоре после окончания Академии за картины «На мельнице», «На другой день», «Череда» и «Под Горным Дубняком» Бунин был признан почётным вольным общником ИАХ.
Его полотна посвящены преимущественно батальным сюжетам. В них нашли отражение боевые эпизоды Отечественной войны 1812 года, Русско-турецкой 1877—1878 годов и Русско-японской войны 1904—1905 годов, а также мирные будни армии. Обращался он и к портретному жанру, а также исполнял рисунки для полковых историй, для оформления меню офицерских обедов.
C 1884 года Бунин принимал участие в выставках Академии, а в период с 1892 по 1896 год — в выставках Общества русских акварелистов, членом которого состоял. Начиная с 1880-х годов его работы публиковались в столичных журналах «Нива», «Север», «Живописное обозрение». В 1889 году был издан ставший коллекционной редкостью альбом его рисунков «Русский военный быт». В 1913 году в Санкт-Петербурге состоялась посмертная выставка Наркиза Бунина.
Картины художника имели большой успех, их охотно раскупали в частные коллекции. В разное время заказчиками и покупателями произведений Бунина были Великие князья Георгий Михайлович, Михаил Николаевич, Пётр Николаевич, с которыми он вместе служил в лейб-гвардии. Судьба многих полотен неизвестна. Тем не менее картины Наркиза Николаевича можно увидеть в Эрмитаже, Артиллерийском, Военно-Морском музеях и в художественных собраниях разных городов.

### «Рыбная ловля»

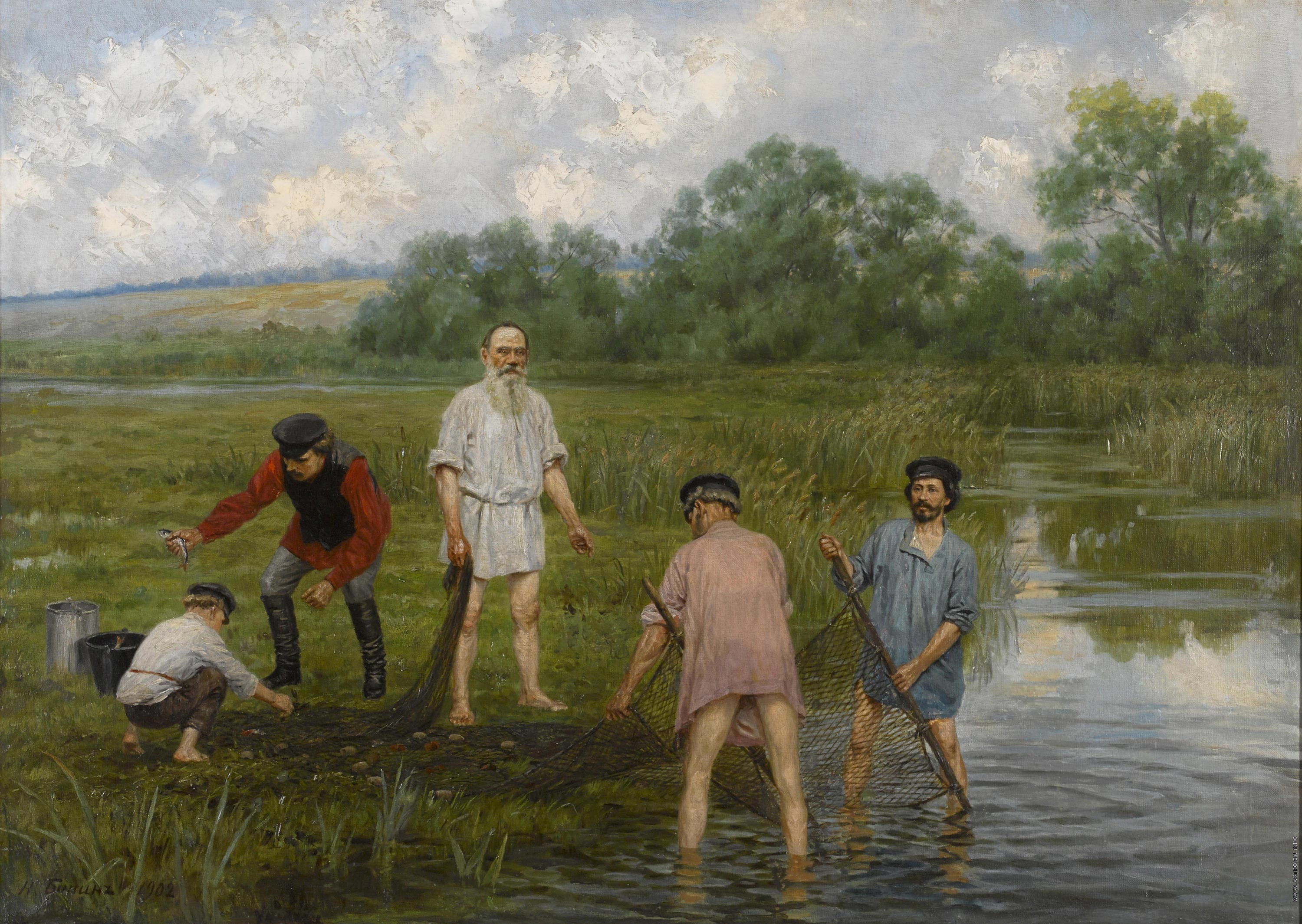
Картина «Рыбная ловля», пострадавшая от рук вандала

Одна из работ Наркиза Николаевича — «Рыбная ловля» — была представлена на выставке Санкт-Петербургского общества художников в «Пассаже» в 1903 году. На ней изображена компания рыбаков с бреднем, трое из них сняли брюки и остались в одних рубахах. При этом среди голоногих узнаются писатель Лев Толстой и художник Илья Репин.
Вечером 2 марта один из посетителей выставки, оказавшийся московским журналистом Семёном Любошицем, подошёл к картине Бунина и, выхватив карандаш, написал во всю длину холста слово «мерзость». Вандал был задержан полицией и за свою выходку отсидел 6 дней. В тот же день «Рыбная ловля» с надписью «мерзость» была снята, а число посетителей выставки, получившей благодаря инциденту рекламу, возросло в несколько раз.
Судьба картины долгое время была неизвестна. Ходили слухи, что Наркиз Бунин вывез её из России и успешно продал. Некоторые, однако, были убеждены, что художник уничтожил скандальный холст. Появление этой картины на аукционе в США поставило точку в её судьбе.

## Галерея

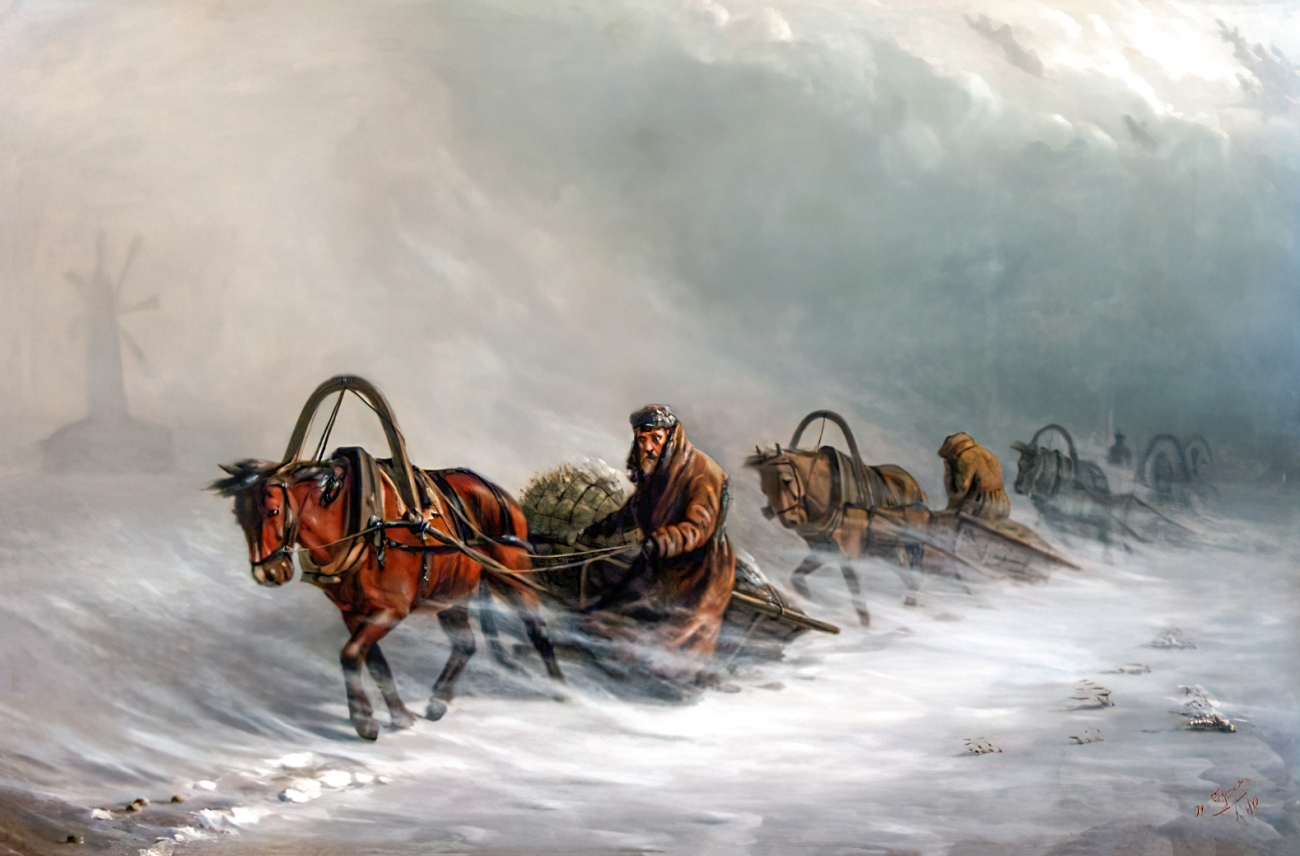
Обоз (1880) Владимиро-Суздальский музей-заповедник
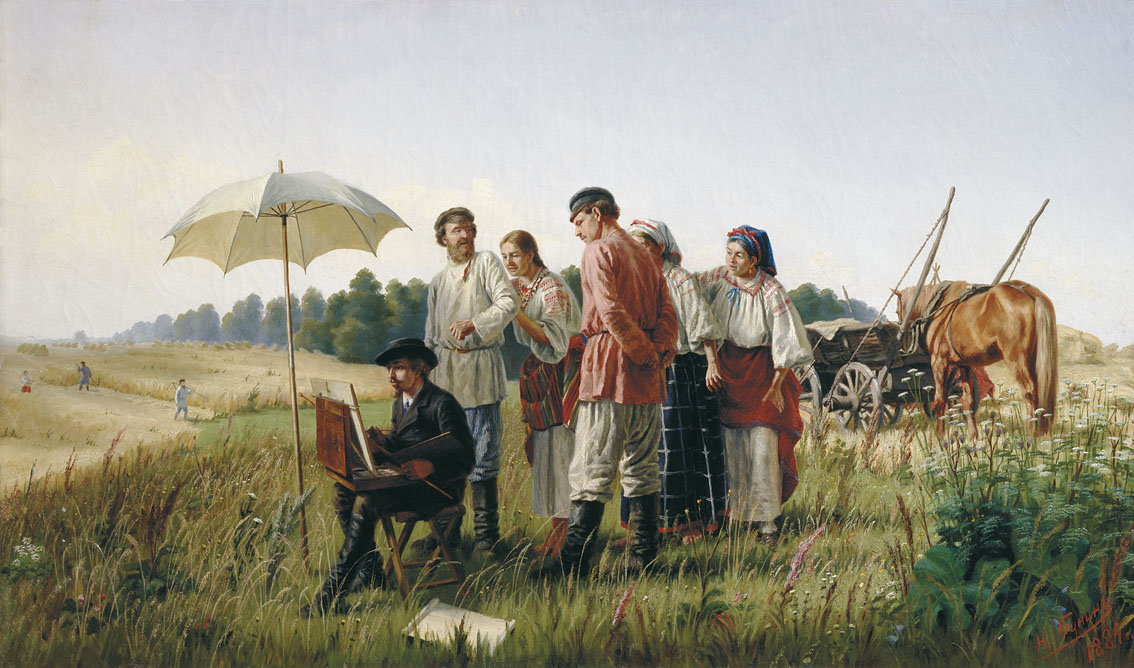
Незваные критики (1884) Владимиро-Суздальский музей-заповедник
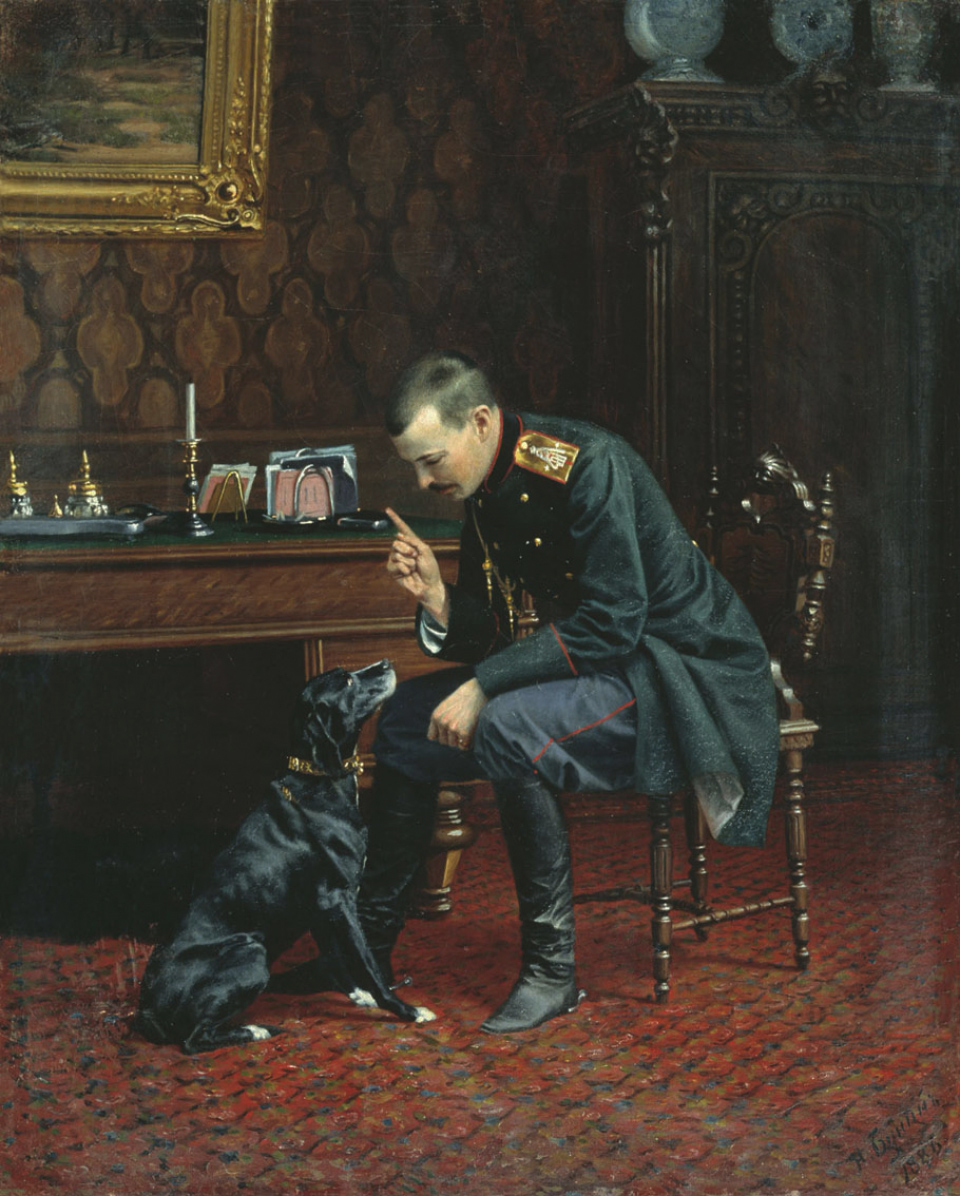
Офицер с собакой (1886) Донецкий областной художественный музей
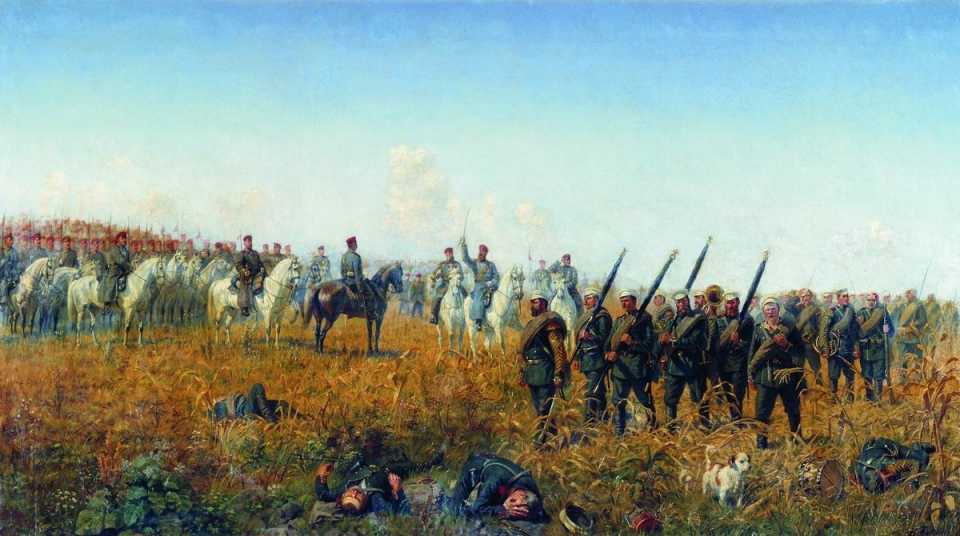
Эпизод Русско-турецкой войны 1877—1878 годов. Лейб-гвардии Гусарский полк приветствует лейб-гвардии Егерский полк после боя под Телишем 12 октября 1877 года (1888)
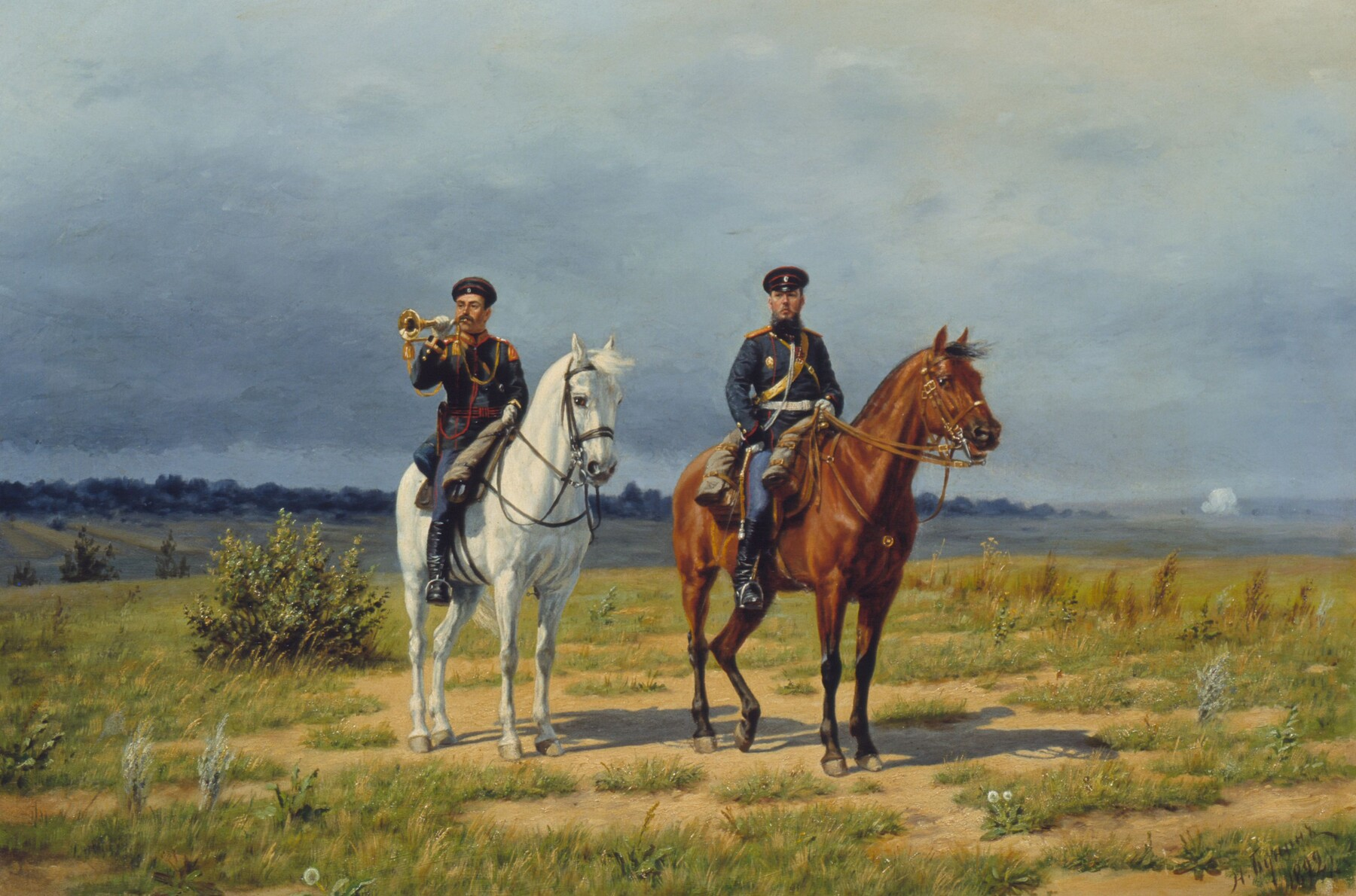
Капитан и штаб-трубач гвардейской конной артиллерии в поле на практических стрельбах (1892) Артиллерийский музей
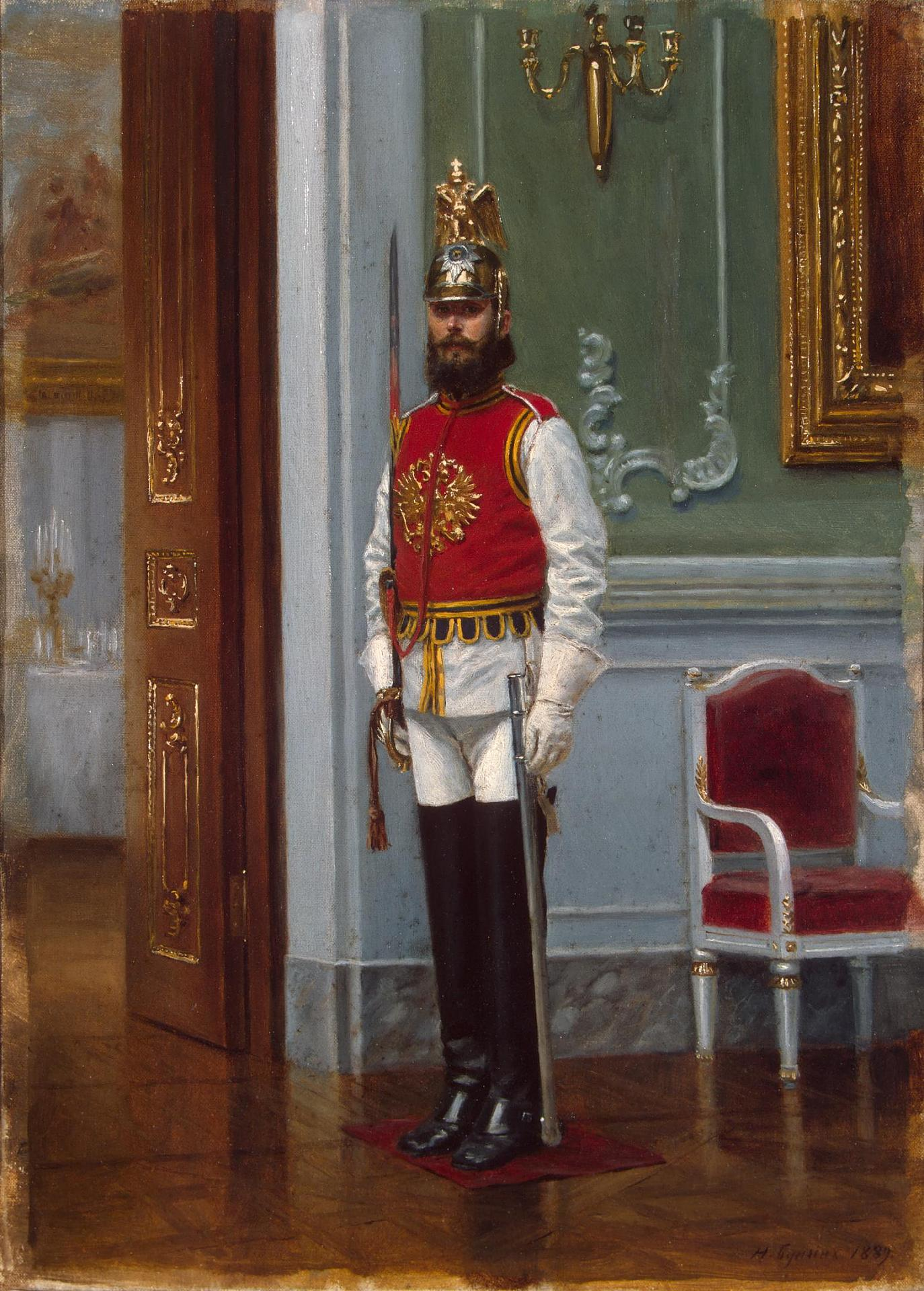
Часовой лейб-гвардии Конного полка в Зимнем дворце (1899) Эрмитаж
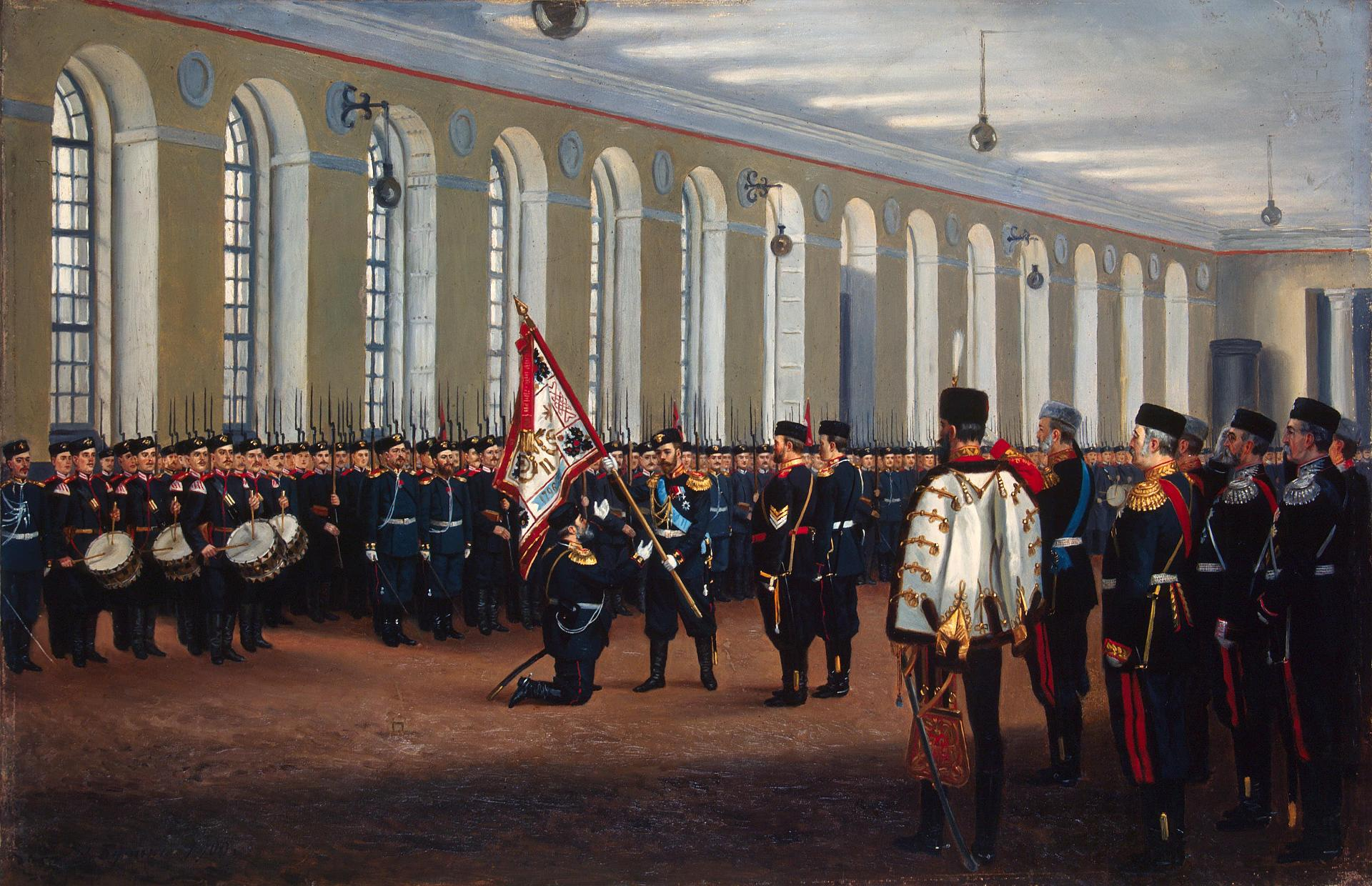
Вручение императором Николаем II знамени 145-му пехотному Новочеркасскому полку (1900) Эрмитаж
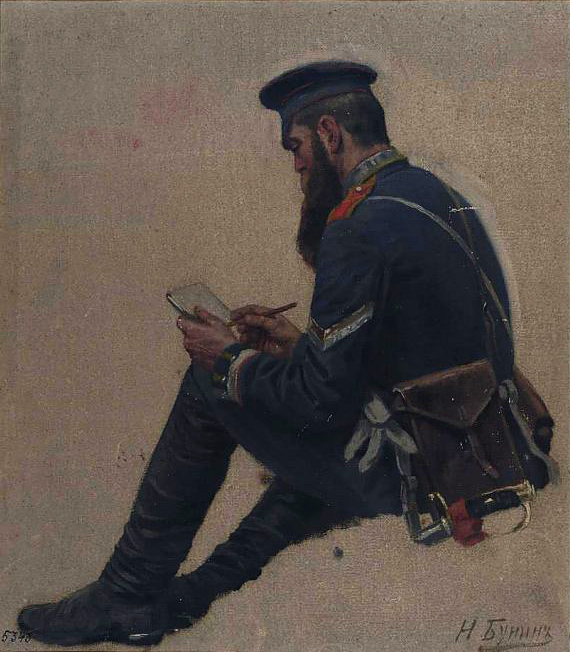
Жандарм, составляющий отчёт Музей политической истории России в Санкт-Петербурге
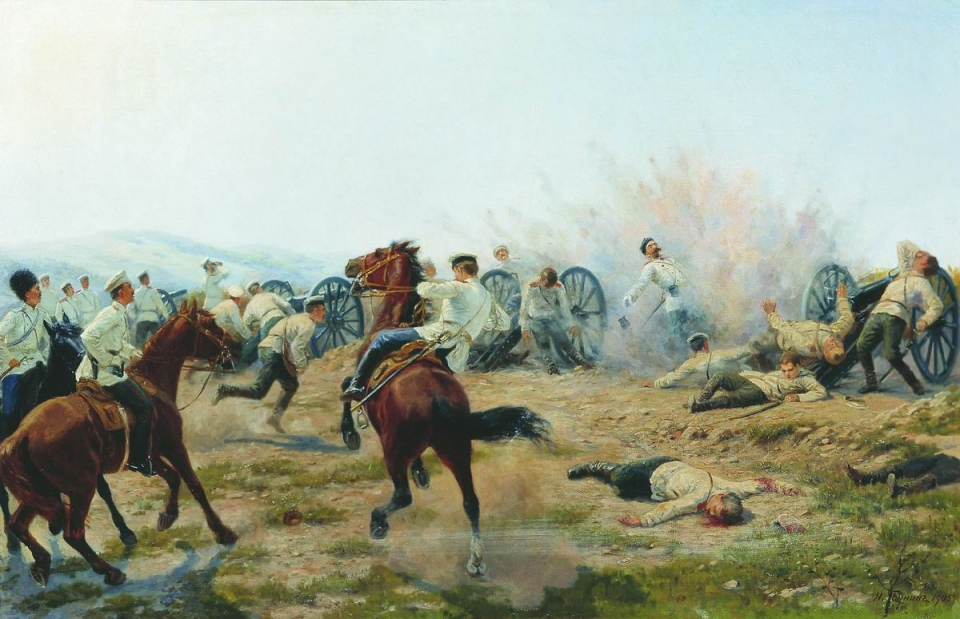
Эпизод Русско-японской войны. Смерть генерала графа Ф. Э. Келлера во время боя на Янзелинском перевале (1905) Артиллерийский музей
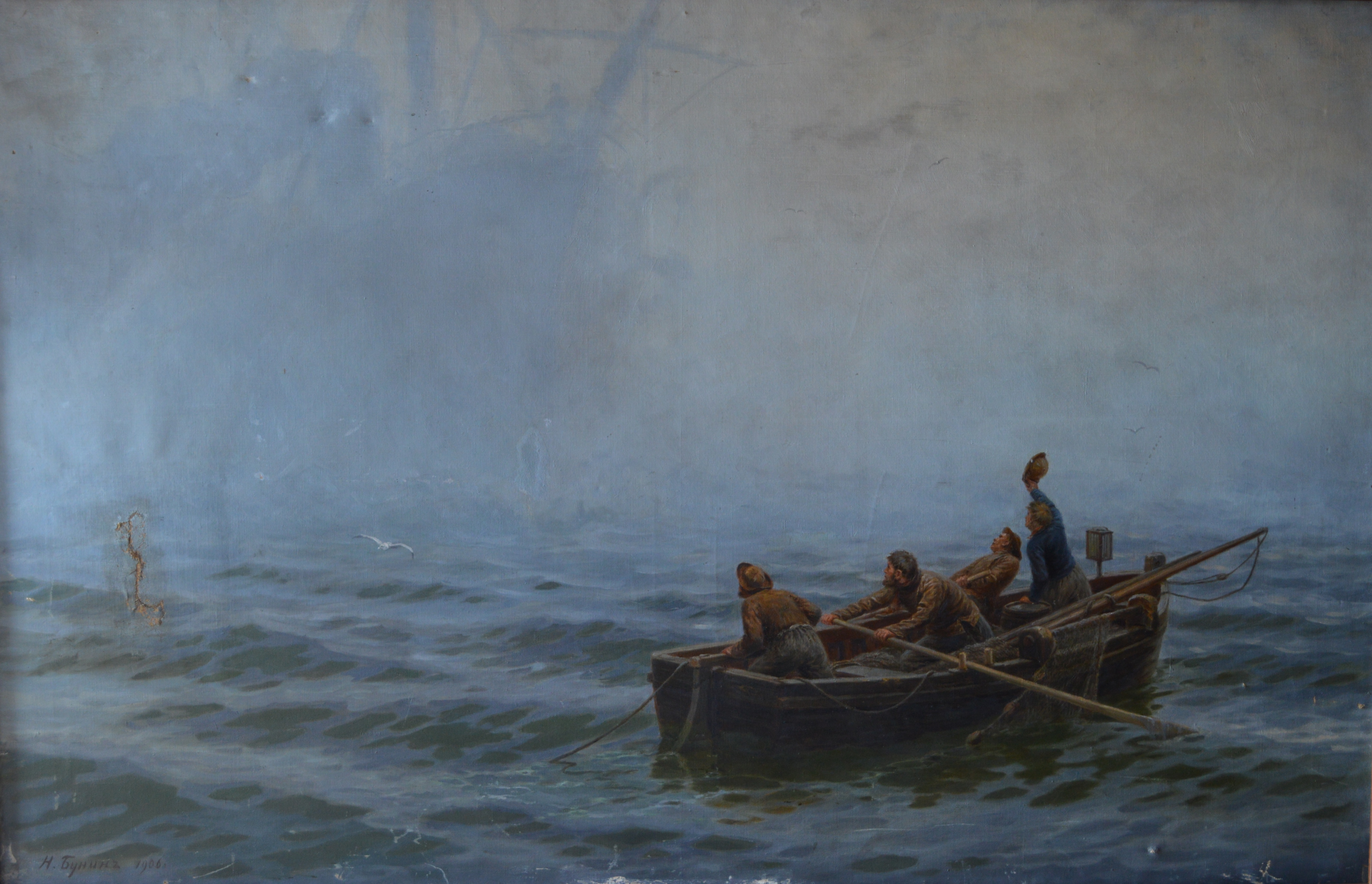
Неожиданная опасность (1906) Национальная галерея Республики Коми
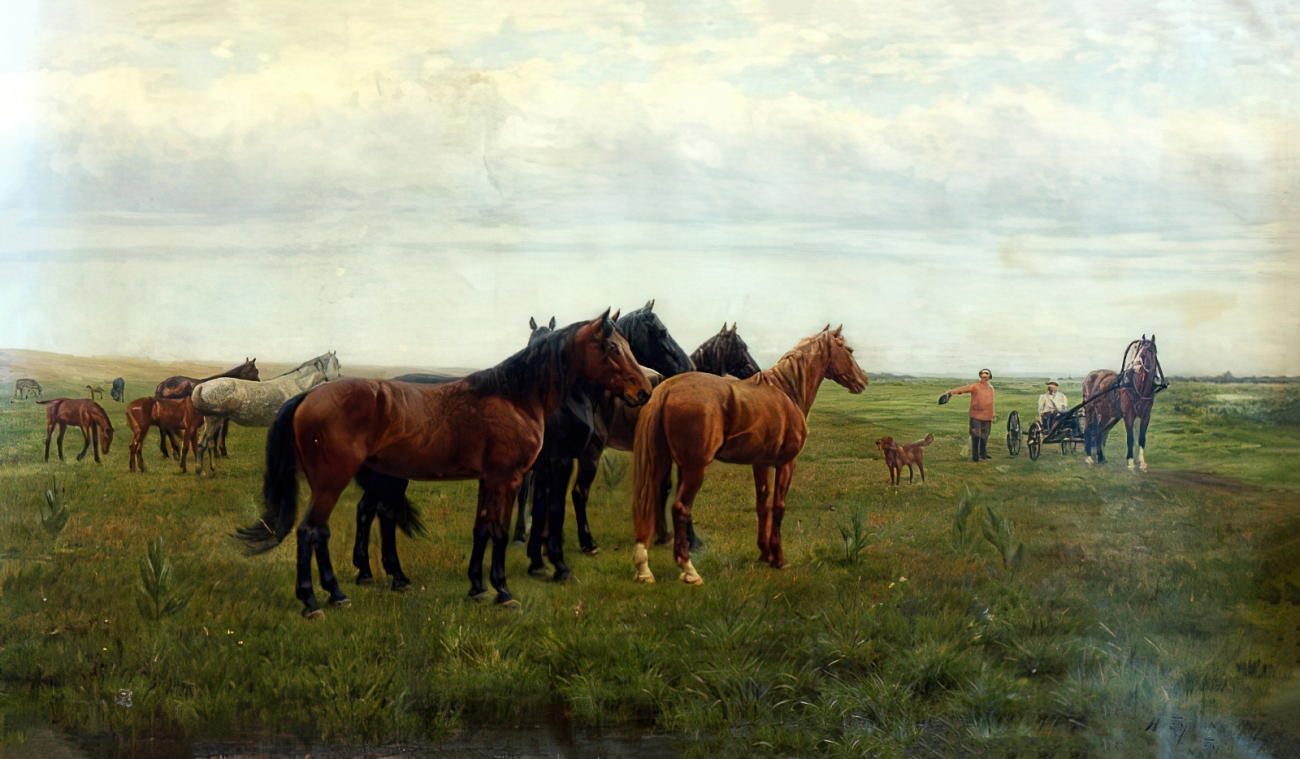
Кони на пастбище (1907) Владимиро-Суздальский музей-заповедник
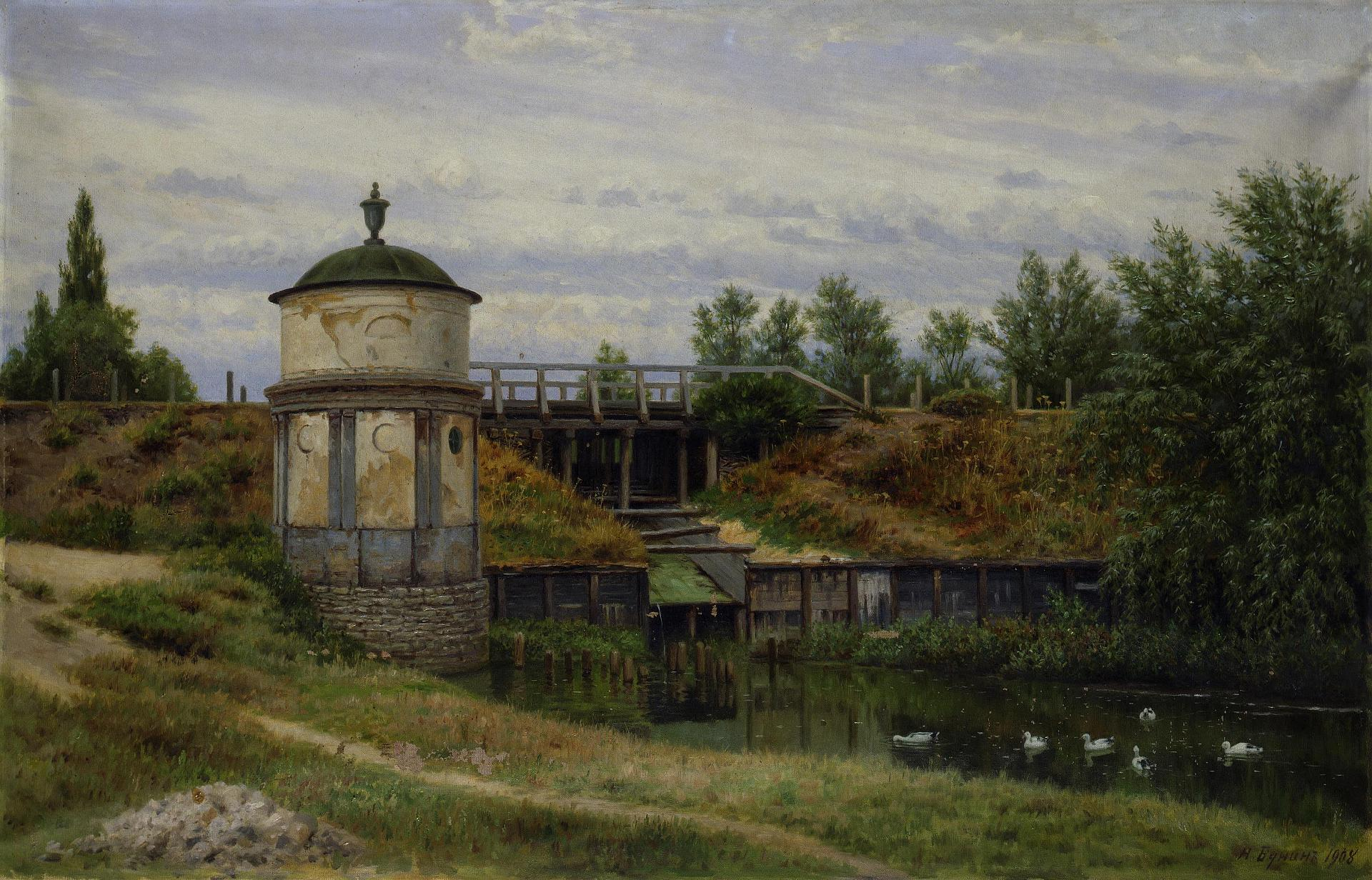
Мельница в имении Давыдовых (1908) Эрмитаж
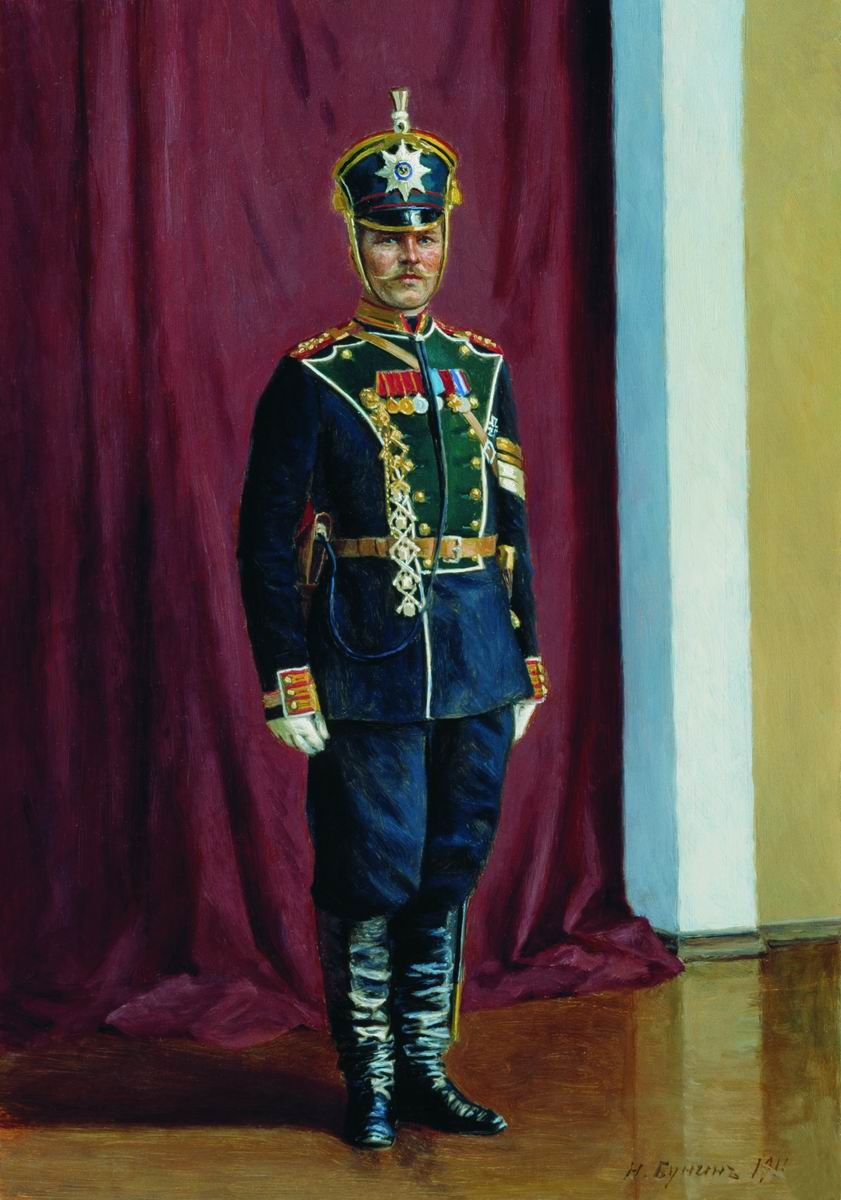
Фельдфебель лейб-гвардии Егерского полка Иустин Иванович в парадной форме (1911) Артиллерийский музей